# 능렬
능렬(淩烈, ? ~ ?)은 중국 삼국시대 오의 신료이다. 오의 맹장 능통(淩統)의 장남.
능통 사후 손권(孫權)이 능통의 생전 공적을 높이 평해 능렬은 정후(亭候)에 봉해졌고, 능통의 부하들을 받았다. 후에 능렬이 죄를 범해 작위가 박탈당했다.

## 가계

### 관련 인물
능봉　능조　능통